# Hans Klees
Hans Klees (* 25. März 1930 in Gronig; † 2. Mai 2007 in Erlangen) war ein deutscher Althistoriker.
Nach dem Studium der Fächer Griechisch, Latein und Geschichte an den Universitäten Saarbrücken und Tübingen wurde er 1958 nach dem ersten und zweiten Staatsexamen in Alter Geschichte promoviert. Von 1962 bis 1973 war er als wissenschaftlicher Assistent am Institut für Klassische Altertumskunde in Kiel und anschließend am Erlanger Lehrstuhl für Alte Geschichte tätig. Dort erhielt er 1972 nach seiner Habilitation die Lehrbefugnis für das Fach Alte Geschichte und wurde 1973 zum wissenschaftlichen Rat sowie 1978 zum außerplanmäßigen Professor ernannt. 1993 wurde er wegen schwerer Krankheit vorzeitig pensioniert.
Sein Forschungsschwerpunkt war das Gebiet der griechischen Geschichte unter besonderer Berücksichtigung der Sozial- und der Religionsgeschichte.

## Schriften (Auswahl)
- Sklavenleben im klassischen Griechenland. Steiner, Stuttgart 1998 ISBN 3-515-07484-8.
- Herren und Sklaven. Die Sklaverei im ökonomischen und politischen Schrifttum der Griechen in klassischer Zeit. Steiner, Wiesbaden 1975 ISBN 3-515-01878-6.
- Die Eigenart des griechischen Glaubens an Orakel und Seher. Ein Vergleich zwischen griechischer und nichtgriechischer Mantik bei Herodot. Kohlhammer, Stuttgart 1965 ISBN 3-515-07484-8.